# إريك ماسيب
إريك ماسيب وغوري (برشلونة، 24 نوفمبر 1995) هو ممثل سينمائي وتلفزيوني إسباني اشتهر بلعب دور توماس في مسلسل سم (2020) ولاحقًا برونو كوستا في ألبا (2021). حقق المزيد من الشعبية لمشاركته في فيلم نتفليكس عبر نافذتي (2022) باسم أرتميس هيدالغو.

## سيرة شخصية
ولد إريك ماسيب في 24 نوفمبر 1995 في برشلونة. والده إنريك ماسيب، لاعب كرة يد محترف، حائز على ميدالية برونزية في سيدني 2000 الألعاب الأولمبية، كابتن الفريق الإسباني بين عامي 1989 و 2003 ولاعب سابق في نادي برشلونة.
في عام 2014 ظهر لأول مرة كممثل في الكوميديا التي أخرجها روبرت بيلسولا اثنان حسب الطلب ، واصل مسيرته التمثيلية في فيلم الرعب منزل جميل، من إخراج رافا مارتينيز. في نفس العام شارك في فيلم مخيم صيفي، من إخراج ألبرتو ماريني. في عام 2017 انضم إلى فريق عمل فيلم تيتو والأجانب، من إخراج باولا راندي. بعد هذه التجربة، واصل مسيرته في التلفزيون الإسباني، مع أدوار عرضية في مسلسلات مثل اهرب (2018)، الحب للإبد (2018)، قل لي كيف حدث ذلك (2019)، شارون (2020) أو النخبة (2020).
في عام 2020، شارك في مسلسل سم، من إخراج خافيير أمبروسي وخافيير كالفو، من إنتاج أتريسميديا وبطولة يذهب ودانيال سانتياغو وإيزابيلا توريس. في المسلسل لعب دور توماس، صديق ابنة العائلة التي عاشت فيها كريستينا أورتيز مع أختها والتي كانت على علاقة بالفنانة. في الخيال، كان أحد المشاهد التي تألق فيها الممثل مشهوراً للغاية، حيث ظهر فيه عاري أمامي واضح للغاية.
في عام 2021، انضم إلى فريق الممثلين الرئيسيين في ألبا، النسخة الإسبانية من المسلسل التركي ما ذنب فاطمة جول؟. في الخيال، لعب دور برونو كوستا، صديق بطل الرواية. في فبراير 2022، عرض الفيلم لأول مرة من خلال نافذتي، وهو مقتبس من الرواية التي تحمل نفس العنوان من تأليف أريانا جودوي، حيث لعب دور أكبر الأخوين أرتميس هيدالغو.

## روابط خارجية
- إريك ماسيب في قاعدة بيانات الأفلام على الإنترنت
- إريك ماسيب على إنستغرام
- ericmasip على تويتر.